# Uncle Acid and the Deadbeats
Uncle Acid and the Deadbeats är en brittisk musikgrupp. Bandet grundades 2009 i Cambridge, England och har hittills gett ut fem album och fyra singlar. Bandet är känt för sin mörka musik som kombinerar Doom metal med psykedelisk rock, samt sina ondskefulla och skräckinjagande texter. De skivdebuterade 2010 med albumet Vol 1, men det var inte förrän med det kommande albumet Blood Lust som de fick en viss framgång i England samt internationellt.
Under 2013 var bandet förband åt Black Sabbath, vilket ledde till att de spelade på Friends Arena i Stockholm. Ytterligare en Sverigespelning gjordes i Göteborg samma år.

## Medlemmar
Nuvarande medlemmar
- "Uncle Acid" (Kevin R. Starr) – sång, sologitarr, orgel (2009–)
- Vaughn Stokes – rytmgitarr, bakgrundssång (2015–)
- Jon Rice – trummor (2017–)
- Justin Smith – basgitarr (2018–)

Tidigare medlemmar
- "Kat" – basgitarr (2009–2011)
- "Red" – trummor (2009–2011)
- Thomas Mowforth – trummor (2012–2013)
- Dean Millar – basgitarr, bakgrundssång (2012–2015)
- Yotam Rubinger – rytmgitarr, bakgrundssång (2012–2016)
- Itamar Rubinger – trummor (2013–2016)

## Diskografi
Album
- Vol 1 (2010)
- Blood Lust (2011)
- Mind Control (2013)
- The Night Creeper  (2015)
- Wasteland (2018)

Singlar (urval)
- "Poison Apple" (2013)
- "Mind Crawler" (2013)
- "Sharon Tate Experience – Christmas Killer" (2013)
- "Runaway Girls" (2014)
- "Waiting for Blood" (2015)
- "Melody Lane" (2015)
- "Pusher Man" / "Remember Tomorrow" (Iron Maiden cover) (2016)
- "Crystal Spiders" (2017)
- "Dead Eyes of London" (2017)
- "Stranger Tonight" (2018)
- "Shockwave City" (2018)